# Stenochelifer socotrensis
Stenochelifer socotrensis är en spindeldjursart som först beskrevs av With 1905.  Stenochelifer socotrensis ingår i släktet Stenochelifer och familjen tvåögonklokrypare. Inga underarter finns listade i Catalogue of Life.